# مانیشتا
مانیشتا (انگلیسی: Manyshta) یک شهرک در شهرستان بلورتسکی باشقیرستان کشور روسیه است.